# Sleeper (Keith Jarrett)
Sleeper è un album dal vivo del musicista statunitense Keith Jarrett, pubblicato nel 2012 ma registrato nel 1979.

## Tracce

### CD 1
1. Personal Mountains - 21:12
2. Innocence - 10:47
3. So Tender - 13:27

### CD 2
1. Oasis - 28:13
2. Chant of the Soil - 14:52
3. Prism - 11:15
4. New Dance - 7:07

## Formazione
- Keith Jarrett - piano
- Jan Garbarek - sassofono tenore, sassofono soprano, flauto, percussioni
- Palle Danielsson - contrabbasso
- Jon Christensen - batteria, percussioni